# Sant Guim de la Plana
Sant Guim de la Plana – gmina w Hiszpanii, w prowincji Lleida, w Katalonii, o powierzchni 12,32 km². W 2011 roku gmina liczyła 191 mieszkańców.